# علی‌محمد رجایی
علی‌محمد رجایی (زاده: ۱۲۸۵ خورشیدی، تهران - درگذشت: ۱۳۵۰ خورشیدی، اصفهان)، هنرمند ایرانی و بازیگر تأتر و سینما بود. او از بنیانگذاران تأتر اصفهان بود.

## زندگانی
علی‌محمد رجایی در سال ۱۲۸۵ خورشیدی در تهران زاده شد. او بازیگر فیلم‌های فارسی بود. بازی در تئاتر را از ۱۳۱۸ در تأتر سپاهان اصفهان و فعالیت سینمایی را از ۱۳۴۲ با فیلم مسافری از بهشت آغاز کرد. او پدر سرور رجایی، بازیگر تأتر و سینمای ایران بود. فروغ رجایی، یکی دیگر از دختران او و همسر نصرت‌الله وحدت است.

## فیلم‌شناسی
- مرغ تخم طلا (۱۳۵۱)
- شوهر پاستوریزه (۱۳۵۰)
- قصاص (۱۳۵۰)
- اجل معلق (۱۳۴۹)
- پسر زاینده‌رود (۱۳۴۹)
- تاکسی عشق (۱۳۴۹)
- باباکوهی (۱۳۴۸)
- «دو دل و یک دلبر» (۱۳۴۸)
- عشق قارون (۱۳۴۷)
- زبون بسته (۱۳۴۴)
- مردی در قفس (۱۳۴۴)
- مسافری از بهشت (۱۳۴۲)

## درگذشت و آرامگاه
علی محمد رجایی در مرداد ۱۳۵۰ خورشیدی (در سن ۶۷ سالگی) درگذشت و در گورستان تخت فولاد (پشت تکیه کازرونی) به خاک سپرده شد.